# 卡農西托 (新墨西哥州莫拉縣)
卡農西托（英語：Canoncito）是位於美國新墨西哥州莫拉縣的非建制地區。

## 地理
卡農西托所處的海拔為高於海平面2153米（即7064英呎），而該地所採用的時區為UTC-7，即北美山地时区（MST）。同時該地設有夏令時間，為UTC-7調快一小時，即UTC-6（MDT）。